# Campionati mondiali di sollevamento pesi 1968
I Campionati mondiali di sollevamento pesi 1968, 42ª edizione della manifestazione, si svolsero a Città del Messico, al Teatro de los Insurgentes, dal 13 al 19 ottobre 1968. Il torneo faceva parte dei Giochi della XIX Olimpiade e, per la seconda volta, erano validi anche per il titolo mondiale.
I titoli mondiali furono assegnati soltanto nel totale dell'esercizio. Nelle tre singole specialità vennero stilate le classifiche ma le medaglie non furono assegnate. Fu il primo campionato mondiale (e gara olimpica) dove si sperimentò il ciclo di test antidoping effettuato sulle sostanze vietate, tra le quali vi erano anfetamine ed eroina.

## Titoli in palio
| Categoria            | Eventi         | Atleti |
| -------------------- | -------------- | ------ |
| Pesi gallo           | Fino a 56 kg   | 20     |
| Pesi piuma           | Fino a 60 kg   | 28     |
| Pesi leggeri         | Fino a 67.5 kg | 20     |
| Pesi medi            | Fino a 75 kg   | 20     |
| Pesi massimi leggeri | Fino a 82.5 kg | 26     |
| Pesi mediomassimi    | Fino a 90 kg   | 29     |
| Pesi massimi         | Oltre i 90 kg  | 17     |

## Calendario eventi
Le sette gare erano distribuite in sette giorni, senza alcuna pausa.
| Giorno→ Categoria ↓ | Do 13 | Lu 14 | Ma 15 | Me 16 | Gi 17 | Ve 18 | Sa 19 |
| ------------------- | ----- | ----- | ----- | ----- | ----- | ----- | ----- |
| 56 kg               | ●     |       |       |       |       |       |       |
| 60 kg               |       | ●     |       |       |       |       |       |
| 67,5 kg             |       |       | ●     |       |       |       |       |
| 75 kg               |       |       |       | ●     |       |       |       |
| 82,5 kg             |       |       |       |       | ●     |       |       |
| 90 kg               |       |       |       |       |       | ●     |       |
| + 90 kg             |       |       |       |       |       |       | ●     |

## Nazioni partecipanti
Le nazioni che hanno partecipato ai campionati furono 55 per un totale di 160 atleti partecipanti. Tra questi, la suddivisione continentale è la seguente: 70 atleti europei, 47 americani, 3 africani, 37 asiatici e 3 oceaniani. Tra parentesi i partecipanti per nazione.
- Antille Olandesi (2)
- Argentina (1)
- Australia (2)
- Austria (1)
- Barbados (1)
- Belgio (2)
- Brasile (1)
- Bulgaria (5)
- Canada (4)
- Cecoslovacchia (4)
- Corea del Sud (6)
- Costa Rica (3)
- Cuba (5)
- El Salvador (2)
- Filippine (1)
- Finlandia (7)
- Francia (5)
- Germania Est (3)
- Germania Ovest (5)
- Giamaica (1)
- Giappone (7)
- Grecia (2)
- Guatemala (1)
- Guyana (1)
- Honduras Britannico (1)
- India (1)
- Indonesia (3)
- Iran (4)
- Iraq (1)
- Islanda (1)
- Isole Vergini Americane (1)
- Italia (3)
- Libano (1)
- Malaysia (2)
- Messico (3)
- Nicaragua (1)
- Norvegia (1)
- Nuova Zelanda (2)
- Paesi Bassi (1)
- Panama (2)
- Perù (1)
- Polonia (7)
- Portogallo (1)
- Porto Rico (6)
- Regno Unito (7)
- Rep. Araba Unita (3)
- Rep. Dominicana (2)
- Singapore (2)
- Stati Uniti (7)
- Svezia (2)
- Taiwan (5)
- Thailandia (2)
- Trinidad e Tobago (1)
- Ungheria (7)
- Unione Sovietica (7)

## Risultati
Nell'ambito dei campionati, furono stabiliti otto record mondiali: tre nel totale dell'esercizio (due assegnati a pari merito) e cinque nelle singole specialità.
| Evento                 | Oro                  | Oro   | Argento          | Argento | Bronzo           | Bronzo |
| ---------------------- | -------------------- | ----- | ---------------- | ------- | ---------------- | ------ |
| 56 kg (dettagli)       | Mohammad Nassiri     | 367,5 | Imre Földi       | 367,5   | Henryk Trębicki  | 357,5  |
| 60 kg (dettagli)       | Yoshinobu Miyake     | 392,5 | Dito Šanidze     | 387,5   | Yoshiyuki Miyake | 385,0  |
| 67,5 kg (dettagli)     | Waldemar Baszanowski | 437,5 | Parviz Jalayer   | 422,5   | Marian Zieliński | 420,0  |
| 75 kg (dettagli)       | Viktor Kurencov      | 475,0 | Masashi Ōuchi    | 455,0   | Károly Bakos     | 440,0  |
| 82.5 kg (dettagli)     | Boris Selickij       | 485,0 | Vladimir Beljaev | 485,0   | Norbert Ozimek   | 472,5  |
| 90 kg (dettagli)       | Kaarlo Kangasniemi   | 517,5 | Jaan Talts       | 507,5   | Marek Gołąb      | 495,0  |
| Oltre 90 kg (dettagli) | Leonid Žabotyns'kyj  | 572,5 | Serge Reding     | 555,0   | Joseph Dube      | 555,0  |

## Medagliere
| Posiz. | Nazione          | Oro | Argento | Bronzo | Totale |
| ------ | ---------------- | --- | ------- | ------ | ------ |
| 1      | Unione Sovietica | 3   | 3       | 0      | 6      |
| 2      | Giappone         | 1   | 1       | 1      | 3      |
| 3      | Iran             | 1   | 1       | 0      | 2      |
| 4      | Polonia          | 1   | 0       | 4      | 5      |
| 5      | Finlandia        | 1   | 0       | 0      | 1      |
| 6      | Ungheria         | 0   | 1       | 1      | 2      |
| 7      | Belgio           | 0   | 1       | 0      | 1      |
| 8      | Stati Uniti      | 0   | 0       | 1      | 1      |
| Totale | Totale           | 7   | 7       | 7      | 21     |

## Classifica a squadre
Il sistema di punteggio è basato sui punti distribuiti per l'esercizio totale in base allo schema adottato nel 1958:
| Pos. | Squadra          | Punti |
| ---- | ---------------- | ----- |
| 1    | Unione Sovietica | 39    |
| 2    | Polonia          | 28    |
| 3    | Giappone         | 21    |
| 4    | Ungheria         | 14    |
| 5    | Iran             | 13    |
| 6    | Finlandia        | 10    |
| 7    | Stati Uniti      | 7     |
| 8    | Germania Est     | 6     |
| 9    | Belgio           | 5     |
| 10   | Corea del Sud    | 4     |
| 11   | Svezia           | 3     |
| 12   | Germania Ovest   | 2     |
| 13   | Cecoslovacchia   | 1     |
| 13   | Porto Rico       | 1     |

## Gare

### Fino a 56 kg.
| Pos. | Atleta                       | Peso atleta | Distensione (kg) | Distensione (kg) | Distensione (kg) | Distensione (kg) | Strappo (kg) | Strappo (kg) | Strappo (kg) | Strappo (kg) | Slancio (kg) | Slancio (kg) | Slancio (kg) | Slancio (kg) | Totale |
| Pos. | Atleta                       | Peso atleta | 1                | 2                | 3                | Pos.             | 1            | 2            | 3            | Pos.         | 1            | 2            | 3            | Pos.         | Totale |
| ---- | ---------------------------- | ----------- | ---------------- | ---------------- | ---------------- | ---------------- | ------------ | ------------ | ------------ | ------------ | ------------ | ------------ | ------------ | ------------ | ------ |
|      | Mohammad Nassiri (IRI)       | 55.70       | 112.5            | 117.5            | 117.5            | 4                | 100.0        | 105.0        | 105.0        | 4            | 142.5        | 150.0        | —            | 1            | 367.5  |
|      | Imre Földi (HUN)             | 56.00       | 115.0            | 120.0            | 122.5            | 1                | 100.0        | 105.0        | 107.5        | 5            | 135.0        | 140.0        | 142.5        | 3            | 367.5  |
|      | Henryk Trębicki (POL)        | 55.70       | 100.0            | 115.0            | 117.5            | 3                | 102.5        | 107.5        | 107.5        | 1            | 135.0        | 140.0        | 140.0        | 4            | 357.5  |
| 4    | Gennadij Četin (URS)         | 56.00       | 110.0            | 110.0            | 110.0            | 5                | 102.5        | 107.5        | 107.5        | 6            | 132.5        | 140.0        | 147.5        | 2            | 352.5  |
| 5    | Shirō Ichinoseki (JPN)       | 56.00       | 105.0            | 110.0            | 115.0            | 6                | 107.5        | 107.5        | 107.5        | 2            | 132.5        | 137.5        | 137.5        | 6            | 350.0  |
| 6    | Fernando Báez (PUR)          | 55.70       | 112.5            | 120.0            | 120.0            | 2                | 87.5         | 92.5         | 92.5         | 10           | 127.5        | 132.5        | 137.5        | 5            | 345.0  |
| 7    | Atanas Kirov (BUL)           | 56.00       | 105.0            | 105.0            | 105.0            | 8                | 100.0        | 105.0        | 105.0        | 7            | 130.0        | 135.0        | 135.0        | 8            | 335.0  |
| 8    | Chaiya Sukchinda (THA)       | 54.40       | 95.0             | 100.0            | 105.0            | 11               | 95.0         | 100.0        | 105.0        | 3            | 125.0        | 125.0        | 125.0        | 9            | 330.0  |
| 9    | Precious McKenzie (GBR)      | 55.20       | 102.5            | 107.5            | 110.0            | 7                | 92.5         | 92.5         | 97.5         | 9            | 125.0        | 130.0        | 132.5        | 7            | 330.0  |
| 10   | Kurt Pittner (AUT)           | 56.00       | 97.5             | 97.5             | 102.5            | 12               | 92.5         | 97.5         | 100.0        | 8            | 120.0        | 125.0        | 127.5        | 10           | 322.5  |
| 11   | Chun Hon Chan (CAN)          | 56.00       | 97.5             | 102.5            | 105.0            | 9                | 90.0         | 95.0         | 95.0         | 12           | 117.5        | 122.5        | 122.5        | 12           | 310.0  |
| 12   | Tung Chye Hong (SGP)         | 55.60       | 92.5             | 97.5             | 97.5             | 13               | 87.5         | 92.5         | 97.5         | 13           | 117.5        | 122.5        | 122.5        | 11           | 302.5  |
| 13   | Alex Martínez (SLV)          | 55.80       | 87.5             | 87.5             | 87.5             | 14               | 70.0         | 75.0         | 80.0         | 14           | 95.0         | 100.0        | 105.0        | 13           | 267.5  |
| —    | El-Sayed Mohamed Herit (UAR) | 56.00       | 102.5            | 107.5            | 107.5            | 10               | 92.5         | 97.5         | —            | 11           | —            | —            | —            | —            | 195.0  |
| —    | Salvador del Rosario (PHI)   | 55.70       | 95.0             | 95.0             | 95.0             | —                | —            | —            | —            | —            | —            | —            | —            | —            | —      |
| —    | Charlie Depthios (INA)       | 55.70       | 97.5             | 97.5             | 97.5             | —                | —            | —            | —            | —            | —            | —            | —            | —            | —      |
| —    | Arturo Dandan (PHI)          | 55.80       | 95.0             | 95.0             | 95.0             | —                | —            | —            | —            | —            | —            | —            | —            | —            | —      |
| —    | Guillermo Boyd (PAN)         | 54.80       | 100.0            | 100.0            | 100.0            | —                | —            | —            | —            | —            | —            | —            | —            | —            | —      |
| —    | Anthony Phillips (BRB)       | 54.70       | 97.5             | 100.0            | —                | —                | —            | —            | —            | —            | —            | —            | —            | —            | —      |
| —    | Chen Kue-Sen (TWN)           | 55.00       | 100.0            | 100.0            | 100.0            | —                | —            | —            | —            | —            | —            | —            | —            | —            | —      |

### Fino a 60 kg.
| Pos. | Atleta                     | Peso atleta | Distensione (kg) | Distensione (kg) | Distensione (kg) | Distensione (kg) | Strappo (kg) | Strappo (kg) | Strappo (kg) | Strappo (kg) | Slancio (kg) | Slancio (kg) | Slancio (kg) | Slancio (kg) | Totale |
| Pos. | Atleta                     | Peso atleta | 1                | 2                | 3                | Pos.             | 1            | 2            | 3            | Pos.         | 1            | 2            | 3            | Pos.         | Totale |
| ---- | -------------------------- | ----------- | ---------------- | ---------------- | ---------------- | ---------------- | ------------ | ------------ | ------------ | ------------ | ------------ | ------------ | ------------ | ------------ | ------ |
|      | Yoshinobu Miyake (JPN)     | 59.50       | 117.5            | 122.5            | 122.5            | 2                | 117.5        | 122.5        | 122.5        | 1            | 147.5        | 152.5        | 155.0        | 1            | 392.5  |
|      | Dito Šanidze (URS)         | 60.00       | 115.0            | 115.0            | 120.0            | 4                | 110.0        | 115.0        | 117.5        | 2            | 145.0        | 150.0        | 152.5        | 3            | 387.5  |
|      | Yoshiyuki Miyake (JPN)     | 59.30       | 117.5            | 122.5            | 125.0            | 1                | 110.0        | 115.0        | 115.0        | 3            | 142.5        | 147.5        | 147.5        | 4            | 385.0  |
| 4    | Jan Wojnowski (POL)        | 59.70       | 117.5            | 122.5            | 122.5            | 5                | 115.0        | 115.0        | 120.0        | 4            | 140.0        | 150.0        | 155.0        | 2            | 382.5  |
| 5    | Mieczysław Nowak (POL)     | 59.90       | 117.5            | 117.5            | 122.5            | 7                | 110.0        | 110.0        | 115.0        | 6            | 147.5        | 160.0        | 160.0        | 5            | 375.0  |
| 6    | Nasrollah Dehnavi (IRI)    | 59.70       | 112.5            | 117.5            | 120.0            | 6                | 100.0        | 105.0        | 107.5        | 8            | 135.0        | 140.0        | 140.0        | 6            | 365.0  |
| 7    | Yang Mu-Sin (KOR)          | 60.00       | 110.0            | 110.0            | 115.0            | 16               | 110.0        | 115.0        | 115.0        | 5            | 140.0        | 145.0        | 145.0        | 8            | 365.0  |
| 8    | Manuel Mateos (MEX)        | 59.80       | 110.0            | 115.0            | 120.0            | 3                | 95.0         | 100.0        | 105.0        | 13           | 135.0        | 140.0        | 145.0        | 7            | 360.0  |
| 9    | Mladen Kučev (BUL)         | 59.50       | 115.0            | 115.0            | 120.0            | 9                | 105.0        | 105.0        | 107.5        | 7            | 135.0        | 135.0        | 140.0        | 11           | 357.5  |
| 10   | János Benedek (HUN)        | 59.30       | 115.0            | 120.0            | 120.0            | 8                | 105.0        | 105.0        | 110.0        | 12           | 135.0        | 135.0        | 140.0        | 10           | 355.0  |
| 11   | Dieter Rauscher (FRG)      | 59.90       | 107.5            | 112.5            | 115.0            | 11               | 102.5        | 107.5        | 110.0        | 10           | 132.5        | 137.5        | 137.5        | 14           | 352.5  |
| 12   | Ildefonso Lee (PAN)        | 59.80       | 102.5            | 107.5            | 110.0            | 17               | 100.0        | 105.0        | 107.5        | 9            | 127.5        | 132.5        | 135.0        | 12           | 350.0  |
| 13   | Madek Kasman (INA)         | 60.00       | 95.0             | 95.0             | 105.0            | 19               | 100.0        | 105.0        | 105.0        | 15           | 140.0        | 140.0        | 152.5        | 9            | 345.0  |
| 13   | Enrique Hernández (PUR)    | 60.00       | 115.0            | 120.0            | 120.0            | 10               | 95.0         | 100.0        | 102.5        | 16           | 122.5        | 130.0        | 135.0        | 16           | 345.0  |
| 15   | Noe Rinonos (PHI)          | 59.90       | 92.5             | 105.0            | 110.0            | 15               | 92.5         | 100.0        | 100.0        | 14           | 125.0        | 132.5        | 137.5        | 15           | 342.5  |
| 15   | Mohon Lal Ghosh (INA)      | 59.90       | 100.0            | 100.0            | 105.0            | 23               | 100.0        | 105.0        | 107.5        | 11           | 130.0        | 135.0        | 140.0        | 13           | 342.5  |
| 17   | Pedro Serrano (PUR)        | 59.60       | 97.5             | 105.0            | 105.0            | 24               | 97.5         | 105.0        | 105.0        | 17           | 127.5        | 132.5        | 132.5        | 17           | 322.5  |
| 18   | Sanun Tiamsert (THA)       | 59.70       | 100.0            | 100.0            | 105.0            | 22               | 95.0         | 95.0         | 100.0        | 18           | 125.0        | 130.0        | 130.0        | 18           | 320.0  |
| 19   | Carlos Pérez (NCA)         | 60.00       | 90.0             | 97.5             | 100.0            | 26               | 82.5         | 90.0         | 95.0         | 19           | 115.0        | 122.5        | 127.5        | 19           | 302.5  |
| 20   | Francisco Echevarría (GUA) | 59.40       | 82.5             | 87.5             | 90.0             | 27               | 72.5         | 77.5         | 80.0         | 20           | 105.0        | 112.5        | 112.5        | 20           | 277.5  |
| DSQ  | Ramón Silfa (DOM)          | 58.90       | 95.0             | 102.5            | 102.5            | —                | 82.5         | 82.5         | 87.5         | —            | 115.0        | 115.0        | 115.0        | —            | 177.5  |
| —    | Chua Phung Kim (SGP)       | 60.00       | 100.0            | 100.0            | 100.0            | 21               | —            | —            | —            | —            | —            | —            | —            | —            | —      |
| —    | Petar Yanev (BUL)          | 59.70       | 110.0            | 110.0            | 110.0            | 13               | —            | —            | —            | —            | —            | —            | —            | —            | —      |
| —    | Chung Nan-Fei (TWN)        | 59.80       | 105.0            | 105.0            | 105.0            | 18               | —            | —            | —            | —            | —            | —            | —            | —            | —      |
| —    | Chang Ming-Chung (TWN)     | 59.80       | 110.0            | 110.0            | 110.0            | 14               | —            | —            | —            | —            | —            | —            | —            | —            | —      |
| —    | Gerald Perrin (GBR)        | 60.00       | 105.0            | 105.0            | 105.0            | 20               | —            | —            | —            | —            | —            | —            | —            | —            | —      |
| —    | Miguel Angel Medina (MEX)  | 59.40       | 107.5            | 112.5            | 112.5            | 12               | —            | —            | —            | —            | —            | —            | —            | —            | —      |
| —    | Luís Paquete (PRT)         | 60.00       | 92.5             | 92.5             | 97.5             | 25               | —            | —            | —            | —            | —            | —            | —            | —            | —      |

### Fino a 67,5 kg.
| Pos. | Atleta                     | Peso atleta | Distensione (kg) | Distensione (kg) | Distensione (kg) | Distensione (kg) | Strappo (kg) | Strappo (kg) | Strappo (kg) | Strappo (kg) | Slancio (kg) | Slancio (kg) | Slancio (kg) | Slancio (kg) | Totale |
| Pos. | Atleta                     | Peso atleta | 1                | 2                | 3                | Pos.             | 1            | 2            | 3            | Pos.         | 1            | 2            | 3            | Pos.         | Totale |
| ---- | -------------------------- | ----------- | ---------------- | ---------------- | ---------------- | ---------------- | ------------ | ------------ | ------------ | ------------ | ------------ | ------------ | ------------ | ------------ | ------ |
|      | Waldemar Baszanowski (POL) | 67.40       | 130.0            | 135.0            | 140.0            | 2                | 130.0        | 135.0        | 135.0        | 1            | 162.5        | 167.5        | 172.5        | 1            | 437.5  |
|      | Parviz Jalayer (IRI)       | 67.50       | 120.0            | 125.0            | 127.5            | 7                | 127.5        | 127.5        | 132.5        | 2            | 165.0        | 165.0        | 170.0        | 2            | 422.5  |
|      | Marian Zieliński (POL)     | 67.00       | 135.0            | 135.0            | 135.0            | 1                | 120.0        | 120.0        | 125.0        | 5            | 155.0        | 160.0        | 160.0        | 4            | 420.0  |
| 4    | Nobuyuki Hatta (JPN)       | 67.50       | 130.0            | 135.0            | 137.5            | 3                | 120.0        | 125.0        | 127.5        | 3            | 155.0        | 160.0        | 160.0        | 7            | 417.5  |
| 5    | Won Sin-Hui (KOR)          | 66.90       | 127.5            | 127.5            | 130.0            | 6                | 120.0        | 125.0        | 125.0        | 4            | 157.5        | 162.5        | 167.5        | 3            | 415.0  |
| 6    | János Bagócs (HUN)         | 66.90       | 125.0            | 130.0            | 132.5            | 5                | 117.5        | 122.5        | 122.5        | 6            | 157.5        | 162.5        | 162.5        | 6            | 412.5  |
| 7    | Takeo Kimura (JPN)         | 67.50       | 125.0            | 130.0            | 130.0            | 8                | 115.0        | 120.0        | 125.0        | 11           | 160.0        | 170.0        | 170.0        | 5            | 405.0  |
| 8    | Kostadin Tilev (BUL)       | 66.50       | 132.5            | 137.5            | 137.5            | 4                | 115.0        | 120.0        | 120.0        | 12           | 150.0        | 150.0        | 157.5        | 10           | 397.5  |
| 9    | Ondrej Hekel (TCH)         | 66.70       | 120.0            | 125.0            | 125.0            | 11               | 120.0        | 125.0        | 125.0        | 8            | 145.0        | 150.0        | 157.5        | 11           | 390.0  |
| 10   | Uwe Kliche (FRG)           | 67.00       | 122.5            | 122.5            | 127.5            | 9                | 110.0        | 115.0        | 117.5        | 13           | 145.0        | 152.5        | 155.0        | 9            | 390.0  |
| 11   | Zuhair Elia Mansour (IRQ)  | 67.50       | 112.5            | 117.5            | 122.5            | 10               | 105.0        | 110.0        | 115.0        | 14           | 142.5        | 150.0        | 155.0        | 8            | 387.5  |
| 12   | Rilko Florov (BUL)         | 66.90       | 117.5            | 122.5            | 122.5            | 13               | 120.0        | 125.0        | 125.0        | 9            | 147.5        | 152.5        | 152.5        | 12           | 385.0  |
| 13   | Anselmo Silvino (ITA)      | 67.20       | 112.5            | 117.5            | 120.0            | 14               | 117.5        | 117.5        | 122.5        | 7            | 145.0        | 150.0        | 150.0        | 15           | 385.0  |
| 14   | Mohamed Tarabulsi (LBN)    | 67.10       | 107.5            | 107.5            | 112.5            | 15               | 115.0        | 120.0        | 120.0        | 10           | 140.0        | 145.0        | 150.0        | 14           | 377.5  |
| 15   | Mauro Alanís (MEX)         | 66.40       | 102.5            | 107.5            | 110.0            | 17               | 100.0        | 105.0        | 107.5        | 16           | 145.0        | 145.0        | 150.0        | 13           | 360.0  |
| 16   | Hugo Gittens (TTO)         | 67.50       | 112.5            | 120.0            | 120.0            | 12               | 102.5        | 102.5        | 102.5        | 17           | 137.5        | 137.5        | 142.5        | 18           | 360.0  |
| 17   | Chen Chia-Nan (TWN)        | 67.30       | 95.0             | 105.0            | 110.0            | 18               | 107.5        | 115.0        | 117.5        | 15           | 135.0        | 142.5        | 147.5        | 17           | 355.0  |
| 18   | Eun Tin Loy (MYS)          | 66.20       | 100.0            | 105.0            | 110.0            | 16               | 95.0         | 100.0        | 102.5        | 18           | 137.5        | 142.5        | 145.0        | 16           | 347.5  |
| 19   | Mario Mendoza (BHO)        | 65.50       | 82.5             | 87.5             | 87.5             | 20               | 82.5         | 87.5         | 92.5         | 20           | 110.0        | 117.5        | 117.5        | 19           | 280.0  |
| —    | Valerio Fontanals (SLV)    | 67.50       | 90.0             | 90.0             | 95.0             | 19               | 87.5         | 92.5         | 95.0         | 19           | —            | —            | —            | —            | 185.0  |

### Fino a 75 kg.
| Pos. | Atleta                           | Peso atleta | Distensione (kg) | Distensione (kg) | Distensione (kg) | Distensione (kg) | Strappo (kg) | Strappo (kg) | Strappo (kg) | Strappo (kg) | Slancio (kg) | Slancio (kg) | Slancio (kg) | Slancio (kg) | Totale |
| Pos. | Atleta                           | Peso atleta | 1                | 2                | 3                | Pos.             | 1            | 2            | 3            | Pos.         | 1            | 2            | 3            | Pos.         | Totale |
| ---- | -------------------------------- | ----------- | ---------------- | ---------------- | ---------------- | ---------------- | ------------ | ------------ | ------------ | ------------ | ------------ | ------------ | ------------ | ------------ | ------ |
|      | Viktor Kurencov (URS)            | 74.60       | 145.0            | 152.5            | 152.5            | 1                | 135.0        | 135.0        | 135.0        | 2            | 175.0        | 180.0        | 187.5        | 1            | 475.0  |
|      | Masashi Ōuchi (JPN)              | 75.00       | 140.0            | 145.0            | 145.0            | 7                | 140.0        | 140.0        | 145.0        | 1            | 170.0        | 175.0        | 180.0        | 2            | 455.0  |
|      | Károly Bakos (HUN)               | 74.60       | 132.5            | 137.5            | 142.5            | 9                | 127.5        | 132.5        | 135.0        | 3            | 165.0        | 170.0        | 170.0        | 3            | 440.0  |
| 4    | Russ Knipp (USA)                 | 74.00       | 147.5            | 147.5            | 155.0            | 2                | 122.5        | 127.5        | 127.5        | 10           | 162.5        | 167.5        | 170.0        | 5            | 437.5  |
| 5    | Lee Chun-Sik (KOR)               | 74.90       | 135.0            | 140.0            | 145.0            | 5                | 125.0        | 130.0        | 132.5        | 4            | 165.0        | 170.0        | 170.0        | 9            | 437.5  |
| 6    | Werner Dittrich (DDR)            | 74.40       | 140.0            | 145.0            | 145.0            | 3                | 130.0        | 130.0        | 132.5        | 5            | 165.0        | 170.0        | 170.0        | 7            | 435.0  |
| 7    | Miloslav Kolařík (TCH)           | 74.90       | 132.5            | 140.0            | 140.0            | 6                | 120.0        | 125.0        | 127.5        | 7            | 157.5        | 162.5        | 167.5        | 10           | 430.0  |
| 8    | Fred Lowe (USA)                  | 75.00       | 132.5            | 140.0            | 140.0            | 11               | 127.5        | 127.5        | 132.5        | 9            | 170.0        | 170.0        | 170.0        | 4            | 430.0  |
| 9    | Rolf Maier (FRA)                 | 74.60       | 132.5            | 137.5            | 140.0            | 4                | 120.0        | 125.0        | 127.5        | 8            | 160.0        | 165.0        | 165.0        | 12           | 425.0  |
| 10   | Sadahiro Miwa (JPN)              | 74.80       | 125.0            | 125.0            | 130.0            | 14               | 125.0        | 130.0        | 132.5        | 6            | 165.0        | 170.0        | 170.0        | 8            | 425.0  |
| 11   | Albert Huser (FRG)               | 74.30       | 130.0            | 135.0            | 140.0            | 10               | 115.0        | 115.0        | 122.5        | 15           | 150.0        | 157.5        | 160.0        | 11           | 410.0  |
| 12   | René Gómez (CUB)                 | 74.30       | 122.5            | 130.0            | 135.0            | 13               | 110.0        | 115.0        | 120.0        | 12           | 150.0        | 157.5        | 162.5        | 14           | 407.5  |
| 13   | Luiz de Almeida (BRA)            | 74.40       | 132.5            | 137.5            | 140.0            | 8                | 110.0        | 110.0        | 115.0        | 16           | 155.0        | 155.0        | 155.0        | 15           | 407.5  |
| 14   | Leif Jenssen (NOR)               | 74.00       | 127.5            | 132.5            | 132.5            | 15               | 115.0        | 115.0        | 120.0        | 11           | 157.5        | 162.5        | 162.5        | 13           | 405.0  |
| 15   | Abel López (CUB)                 | 74.30       | 122.5            | 130.0            | 130.0            | 17               | 110.0        | 117.5        | 122.5        | 13           | 155.0        | 165.0        | 170.0        | 6            | 405.0  |
| 16   | Rudy Monk (AHO)                  | 75.00       | 127.5            | 132.5            | 132.5            | 12               | 110.0        | 115.0        | 117.5        | 14           | 150.0        | 157.5        | 157.5        | 16           | 400.0  |
| 17   | Luis Fonseca (CRI)               | 73.60       | 107.5            | 112.5            | 112.5            | 18               | 92.5         | 97.5         | 100.0        | 18           | 125.0        | 130.0        | 135.0        | 17           | 335.0  |
| —    | Gioacchino Caracausi (ITA)       | 75.00       | 125.0            | 130.0            | 130.0            | 16               | 115.0        | 120.0        | 120.0        | 17           | —            | —            | —            | —            | 240.0  |
| —    | Daniel Gevargiz Nejad (IRI)      | 74.50       | 140.0            | 140.0            | 140.0            | —                | —            | —            | —            | —            | —            | —            | —            | —            | —      |
| —    | Chrīstos Iakōvou (GRC 1822-1978) | 74.80       | 140.0            | 140.0            | 140.0            | —                | —            | —            | —            | —            | —            | —            | —            | —            | —      |

### Fino a 82,5 kg.
| Pos. | Atleta                     | Peso atleta | Distensione (kg) | Distensione (kg) | Distensione (kg) | Distensione (kg) | Strappo (kg) | Strappo (kg) | Strappo (kg) | Strappo (kg) | Slancio (kg) | Slancio (kg) | Slancio (kg) | Slancio (kg) | Totale |
| Pos. | Atleta                     | Peso atleta | 1                | 2                | 3                | Pos.             | 1            | 2            | 3            | Pos.         | 1            | 2            | 3            | Pos.         | Totale |
| ---- | -------------------------- | ----------- | ---------------- | ---------------- | ---------------- | ---------------- | ------------ | ------------ | ------------ | ------------ | ------------ | ------------ | ------------ | ------------ | ------ |
|      | Boris Selickij (URS)       | 81.50       | 150.0            | 150.0            | 155.0            | 5                | 140.0        | 145.0        | 147.5        | 1            | 180.0        | 185.0        | 187.5        | 1            | 485.0  |
|      | Vladimir Beljaev (URS)     | 81.80       | 147.5            | 152.5            | 152.5            | 4                | 142.5        | 147.5        | 150.0        | 3            | 180.0        | 185.0        | 190.0        | 2            | 485.0  |
|      | Norbert Ozimek (POL)       | 81.30       | 150.0            | 150.0            | 155.0            | 2                | 140.0        | 145.0        | 145.0        | 4            | 180.0        | 180.0        | 182.5        | 3            | 472.5  |
| 4    | Győző Veres (HUN)          | 82.30       | 150.0            | 155.0            | 155.0            | 3                | 132.5        | 137.5        | 140.0        | 6            | 175.0        | 182.5        | 185.0        | 4            | 472.5  |
| 5    | Karl Arnold (DDR)          | 81.20       | 150.0            | 155.0            | 155.0            | 1                | 137.5        | 142.5        | 142.5        | 7            | 175.0        | 180.0        | 180.0        | 6            | 467.5  |
| 6    | Hans Zdražila (TCH)        | 81.70       | 135.0            | 140.0            | 140.0            | 17               | 142.5        | 147.5        | 147.5        | 2            | 180.0        | —            | —            | 5            | 462.5  |
| 7    | Jouni Kailajärvi (FIN)     | 82.50       | 140.0            | 140.0            | 145.0            | 12               | 130.0        | 135.0        | 135.0        | 11           | 167.5        | 175.0        | 180.0        | 8            | 445.0  |
| 8    | Lee Jong-Seop (KOR)        | 81.90       | 135.0            | 140.0            | 140.0            | 18               | 130.0        | 130.0        | 130.0        | 9            | 175.0        | 180.0        | 180.0        | 7            | 440.0  |
| 9    | Víctor Ángel Pagán (PUR)   | 81.90       | 137.5            | 145.0            | 147.5            | 7                | 125.0        | 130.0        | 132.5        | 10           | 160.0        | 167.5        | 167.5        | 16           | 435.0  |
| 10   | Pierre St. Jean (CAN)      | 82.00       | 135.0            | 135.0            | 140.0            | 19               | 132.5        | 132.5        | 137.5        | 8            | 162.5        | 167.5        | 172.5        | 9            | 435.0  |
| 11   | Rainer Dörrzapf (FRG)      | 82.10       | 135.0            | 140.0            | 140.0            | 20               | 132.5        | 140.0        | 140.0        | 5            | 160.0        | 165.0        | 165.0        | 17           | 435.0  |
| 12   | Gino Corradini (ITA)       | 82.10       | 145.0            | 145.0            | 152.5            | 8                | 117.5        | 122.5        | 122.5        | 19           | 160.0        | 165.0        | 167.5        | 12           | 427.5  |
| 13   | Juan Curbelo (CUB)         | 81.00       | 135.0            | 135.0            | 135.0            | 16               | 120.0        | 125.0        | 125.0        | 13           | 152.5        | 160.0        | 165.0        | 11           | 425.0  |
| 14   | Mike Pearman (GBR)         | 81.80       | 132.5            | 137.5            | 140.0            | 10               | 120.0        | 125.0        | 127.5        | 14           | 160.0        | 167.5        | 167.5        | 15           | 425.0  |
| 15   | Aldo Roy (CAN)             | 81.60       | 125.0            | 132.5            | 132.5            | 21               | 120.0        | 120.0        | 125.0        | 15           | 155.0        | 162.5        | 167.5        | 13           | 420.0  |
| 16   | John Bolton (NZL)          | 82.30       | 130.0            | 137.5            | 142.5            | 14               | 115.0        | 122.5        | 125.0        | 16           | 160.0        | 165.0        | 165.0        | 18           | 420.0  |
| 17   | Fortunato Rijna (AHO)      | 82.40       | 137.5            | 142.5            | 145.0            | 9                | 115.0        | 120.0        | 120.0        | 20           | 157.5        | 162.5        | 162.5        | 14           | 420.0  |
| 18   | Peter Arthur (GBR)         | 81.70       | 137.5            | 142.5            | 142.5            | 13               | 115.0        | 120.0        | 120.0        | 17           | 157.5        | 162.5        | 162.5        | 19           | 415.0  |
| 19   | Rudolph James (GUY)        | 80.80       | 112.5            | 112.5            | 120.0            | 23               | 122.5        | 127.5        | 132.5        | 12           | 157.5        | 165.0        | 170.0        | 10           | 412.5  |
| 20   | José Manuel Figueroa (PUR) | 82.50       | 132.5            | 137.5            | 140.0            | 15               | 115.0        | 120.0        | 125.0        | 18           | 152.5        | 152.5        | 162.5        | 20           | 410.0  |
| 21   | Rodolfo Castillo (CRI)     | 80.40       | 112.5            | 112.5            | 117.5            | 25               | 97.5         | 102.5        | 105.0        | 21           | 135.0        | 140.0        | 140.0        | 21           | 357.5  |
| 22   | José Pérez (DOM)           | 81.90       | 110.0            | 115.0            | 115.0            | 26               | 100.0        | 105.0        | 110.0        | 22           | 135.0        | 135.0        | 142.5        | 22           | 350.0  |
| —    | Neville Pery (AUS)         | 82.10       | 127.5            | 127.5            | 127.5            | 22               | —            | —            | —            | —            | —            | —            | —            | —            | —      |
| —    | Cedric Demetris (JAM)      | 82.20       | 115.0            | 115.0            | 115.0            | 24               | —            | —            | —            | —            | —            | —            | —            | —            | —      |
| —    | Joe Puleo (USA)            | 80.30       | 147.5            | 147.5            | 147.5            | 6                | —            | —            | —            | —            | —            | —            | —            | —            | —      |
| —    | Irsan Husen (INA)          | 80.70       | 140.0            | 140.0            | 140.0            | 11               | —            | —            | —            | —            | —            | —            | —            | —            | —      |

### Fino a 90 kg.
| Pos. | Atleta                           | Peso atleta | Distensione (kg) | Distensione (kg) | Distensione (kg) | Distensione (kg) | Strappo (kg) | Strappo (kg) | Strappo (kg) | Strappo (kg) | Slancio (kg) | Slancio (kg) | Slancio (kg) | Slancio (kg) | Totale |
| Pos. | Atleta                           | Peso atleta | 1                | 2                | 3                | Pos.             | 1            | 2            | 3            | Pos.         | 1            | 2            | 3            | Pos.         | Totale |
| ---- | -------------------------------- | ----------- | ---------------- | ---------------- | ---------------- | ---------------- | ------------ | ------------ | ------------ | ------------ | ------------ | ------------ | ------------ | ------------ | ------ |
|      | Kaarlo Kangasniemi (FIN)         | 88.60       | 165.0            | 170.0            | 172.5            | 1                | 150.0        | 155.0        | 157.5        | 1            | 182.5        | 187.5        | 190.0        | 3            | 517.5  |
|      | Jaan Talts (URS)                 | 89.50       | 160.0            | 160.0            | 167.5            | 4                | 142.5        | 150.0        | 150.0        | 3            | 185.0        | 190.0        | 197.5        | 1            | 507.5  |
|      | Marek Gołąb (POL)                | 89.20       | 160.0            | 165.0            | 170.0            | 3                | 140.0        | 145.0        | 147.5        | 6            | 180.0        | 185.0        | 185.0        | 6            | 495.0  |
| 4    | Bo Johansson (SWE)               | 87.50       | 165.0            | 165.0            | 170.0            | 2                | 145.0        | 145.0        | 150.0        | 4            | 182.5        | 187.5        | 187.5        | 7            | 492.5  |
| 5    | Jaakko Kailajärvi (FIN)          | 88.40       | 145.0            | 150.0            | 150.0            | 14               | 150.0        | 150.0        | 150.0        | 2            | 185.0        | 190.0        | 200.0        | 2            | 485.0  |
| 6    | Árpád Nemessányi (HUN)           | 89.60       | 145.0            | 150.0            | 152.5            | 10               | 140.0        | 145.0        | 150.0        | 7            | 182.5        | 187.5        | 187.5        | 4            | 482.5  |
| 7    | Phil Grippaldi (USA)             | 88.90       | 155.0            | 155.0            | 160.0            | 8                | 132.5        | 137.5        | 142.5        | 9            | 177.5        | 185.0        | 185.0        | 5            | 477.5  |
| 8    | Vítězslav Országh (TCH)          | 89.20       | 150.0            | 155.0            | 157.5            | 5                | 130.0        | 135.0        | 135.0        | 14           | 170.0        | 170.0        | 175.0        | 11           | 462.5  |
| 9    | Bart Bartholomew (USA)           | 89.90       | 147.5            | 155.0            | 155.0            | 9                | 125.0        | 125.0        | 125.0        | 18           | 170.0        | 177.5        | 177.5        | 10           | 457.5  |
| 10   | Pierre Gourrier (FRA)            | 86.50       | 135.0            | 140.0            | 142.5            | 17               | 137.5        | 142.5        | 142.5        | 8            | 177.5        | 185.0        | 185.0        | 9            | 455.0  |
| 11   | Bakr El-Sayed Bassam (UAR)       | 88.90       | 130.0            | 135.0            | 135.0            | 23               | 135.0        | 142.5        | 145.0        | 5            | 170.0        | 180.0        | 185.0        | 8            | 455.0  |
| 12   | Yun Seog-Won (KOR)               | 89.60       | 145.0            | 145.0            | 150.0            | 11               | 130.0        | 135.0        | 137.5        | 11           | 170.0        | 175.0        | 175.0        | 14           | 455.0  |
| 13   | Jean-Pierre Van Lerberghe (BEL)  | 88.50       | 147.5            | 155.0            | 155.0            | 12               | 130.0        | 135.0        | 135.0        | 12           | 165.0        | 170.0        | 170.0        | 13           | 447.5  |
| 14   | Stergios Tsoukas (GRC 1822-1978) | 89.00       | 140.0            | 140.0            | 142.5            | 18               | 125.0        | 130.0        | 130.0        | 13           | 165.0        | 165.0        | 170.0        | 16           | 435.0  |
| 15   | Efrain Gusquiza (PER)            | 89.20       | 142.5            | 142.5            | 142.5            | 16               | 120.0        | 125.0        | 125.0        | 21           | 162.5        | 167.5        | 170.0        | 15           | 430.0  |
| 16   | Andrés Martínez (CUB)            | 89.10       | 130.0            | 130.0            | 137.5            | 24               | 125.0        | 130.0        | 130.0        | 17           | 167.5        | 172.5        | 175.0        | 12           | 427.5  |
| 17   | Gaber Ali Hafez (UAR)            | 89.00       | 140.0            | 140.0            | 150.0            | 19               | 120.0        | 125.0        | 125.0        | 19           | 155.0        | 165.0        | 170.0        | 17           | 425.0  |
| 18   | Cheng Sheng-Teh (TWN)            | 89.50       | 130.0            | 137.5            | 137.5            | 25               | 135.0        | 135.0        | 142.5        | 10           | 160.0        | 167.5        | 167.5        | 20           | 425.0  |
| 19   | Leong Chim Seong (MYS)           | 89.00       | 135.0            | 142.5            | 142.5            | 15               | 120.0        | 120.0        | 125.0        | 20           | 160.0        | 160.0        | 167.5        | 19           | 422.5  |
| 20   | Sylvanus Blackman (GBR)          | 87.70       | 132.5            | 137.5            | 140.0            | 22               | 120.0        | 125.0        | 130.0        | 16           | 162.5        | 170.0        | 170.0        | 18           | 420.0  |
| 21   | Paul Bjarnason (CAN)             | 82.60       | 125.0            | 130.0            | 130.0            | 26               | 127.5        | 132.5        | 132.5        | 15           | 155.0        | 155.0        | 162.5        | 21           | 407.5  |
| 22   | Fernando Torres (PUR)            | 89.30       | 130.0            | 135.0            | 135.0            | 21               | 115.0        | 115.0        | 120.0        | 24           | 155.0        | 162.5        | 162.5        | 22           | 405.0  |
| 23   | Fernando Esquivel (CRI)          | 88.90       | 115.0            | 120.0            | 125.0            | 28               | 100.0        | 105.0        | 110.0        | 25           | 140.0        | 145.0        | 150.0        | 23           | 370.0  |
| DSQ  | Louis Martin (GBR)               | 89.10       | 150.0            | 157.5            | 160.0            | —                | 135.0        | 140.0        | 145.0        | —            | 192.5        | 192.5        | 192.5        | —            | 305.0  |
| —    | Óskar Sigurpálsson (ISL)         | 86.70       | 145.0            | 152.5            | 155.0            | 13               | 115.0        | 115.0        | 115.0        | 22           | —            | —            | —            | —            | 145.0  |
| —    | Oscar Nobua (ARG)                | 89.80       | 117.5            | 125.0            | 130.0            | 27               | 115.0        | 115.0        | 115.0        | 23           | —            | —            | —            | —            | 125.0  |
| —    | Juan Benavides (CUB)             | 89.50       | 135.0            | 135.0            | 135.0            | 20               | —            | —            | —            | —            | —            | —            | —            | —            | —      |
| —    | Géza Tóth (HUN)                  | 88.80       | 150.0            | 150.0            | 150.0            | 7                | —            | —            | —            | —            | —            | —            | —            | —            | —      |
| —    | Alfred Steiner (FRA)             | 87.40       | 157.5            | 157.5            | 157.5            | 6                | —            | —            | —            | —            | —            | —            | —            | —            | —      |

### Oltre i 90 kg.
| Pos. | Atleta                    | Peso atleta | Distensione (kg) | Distensione (kg) | Distensione (kg) | Distensione (kg) | Strappo (kg) | Strappo (kg) | Strappo (kg) | Strappo (kg) | Slancio (kg) | Slancio (kg) | Slancio (kg) | Slancio (kg) | Totale |
| Pos. | Atleta                    | Peso atleta | 1                | 2                | 3                | Pos.             | 1            | 2            | 3            | Pos.         | 1            | 2            | 3            | Pos.         | Totale |
| ---- | ------------------------- | ----------- | ---------------- | ---------------- | ---------------- | ---------------- | ------------ | ------------ | ------------ | ------------ | ------------ | ------------ | ------------ | ------------ | ------ |
|      | Leonid Žabotyns'kyj (URS) | 162.80      | 187.5            | 195.0            | 200.0            | 2                | 160.0        | 170.0        | 177.5        | 1            | 202.5        | —            | —            | 4            | 572.5  |
|      | Serge Reding (BEL)        | 124.40      | 187.5            | 195.0            | 195.0            | 3                | 142.5        | 147.5        | 152.5        | 4            | 202.5        | 207.5        | 212.5        | 1            | 555.0  |
|      | Joseph Dube (USA)         | 143.00      | 190.0            | 197.5            | 200.0            | 1                | 145.0        | 145.0        | 150.0        | 7            | 195.0        | 202.5        | 210.0        | 2            | 555.0  |
| 4    | Manfred Rieger (DDR)      | 117.00      | 175.0            | 175.0            | 175.0            | 7                | 147.5        | 152.5        | 155.0        | 2            | 197.5        | 202.5        | 207.5        | 3            | 532.5  |
| 5    | Rudolf Mang (FRG)         | 115.90      | 170.0            | 177.5            | 177.5            | 6                | 142.5        | 147.5        | 152.5        | 3            | 185.0        | 190.0        | 195.0        | 6            | 525.0  |
| 6    | Mauno Lindroos (FIN)      | 112.30      | 157.5            | 157.5            | 162.5            | 13               | 140.0        | 140.0        | 145.0        | 6            | 185.0        | 190.0        | 192.5        | 7            | 495.0  |
| 7    | Kalevi Lahdenranta (FIN)  | 128.90      | 160.0            | 160.0            | 160.0            | 12               | 147.5        | 155.0        | 155.0        | 5            | 185.0        | 190.0        | 190.0        | 10           | 492.5  |
| 8    | Don Oliver (NZL)          | 138.00      | 147.5            | 147.5            | 147.5            | 16               | 125.0        | 137.5        | 142.5        | 9            | 182.5        | 195.0        | 200.0        | 5            | 490.0  |
| 9    | Piet van der Kruk (NLD)   | 127.50      | 155.0            | 160.0            | 160.0            | 11               | 130.0        | 135.0        | 140.0        | 10           | 175.0        | 180.0        | 187.5        | 9            | 487.5  |
| 10   | Terry Perdue (GBR)        | 130.00      | 160.0            | 167.5            | 167.5            | 8                | 137.5        | 142.5        | 145.0        | 8            | 172.5        | 172.5        | 177.5        | 12           | 487.5  |
| 11   | Roger Levecq (FRA)        | 104.70      | 150.0            | 157.5            | 157.5            | 14               | 130.0        | 135.0        | 137.5        | 12           | 190.0        | 200.0        | 200.0        | 8            | 477.5  |
| 12   | Leston Sprauve (VIR)      | 128.60      | 150.0            | 160.0            | 160.0            | 15               | 130.0        | 140.0        | 147.5        | 11           | 177.5        | 177.5        | 192.5        | 11           | 467.5  |
| DSQ  | Jean-Paul Fouletier (FRA) | 108.00      | 167.5            | 167.5            | 175.0            | —                | 152.5        | 157.5        | 157.5        | —            | 190.0        | 190.0        | 190.0        | —            | 320.0  |
| —    | Hwang Ho-Dong (KOR)       | 135.70      | 160.0            | 160.0            | 160.0            | 9                | —            | —            | —            | —            | —            | —            | —            | —            | —      |
| —    | Ove Johansson (SWE)       | 115.00      | 180.0            | 180.0            | 180.0            | 5                | —            | —            | —            | —            | —            | —            | —            | —            | —      |
| —    | Ray Rigby (AUS)           | 114.40      | 160.0            | 160.0            | 160.0            | 10               | —            | —            | —            | —            | —            | —            | —            | —            | —      |
| —    | Ernie Pickett (USA)       | 121.00      | 190.0            | 190.0            | 190.0            | 4                | —            | —            | —            | —            | —            | —            | —            | —            | —      |